# Edita Randová
Edita Randova (Praga, 28 dicembre 1965) è un mezzosoprano ceca.

## Biografia
Edita Randová ha studiato privatamente canto e pianoforte. Già a cinque anni frequentava la scuola d'arte, specializzandosi poi in canto corale. All'inizio della sua carriera ha frequentato formazione vocale presso Milada Musilová, poi ha continuato a studiare con Ivana Mixová e Marta Boháčová; ha studiato pianoforte con Miroslava Cihlářová. La sua carriera di cantante è iniziata sul palcoscenico come membro del Teatro Musicale di Karlín a Praga e sulle scene dell'altrettanto prestigioso Teatro dell'Opera di Praga. Nel corso del tempo, Randová è diventata ospite anche in molti spettacoli all'estero.

### Carriera
Randová non si esibisce solo teatro, ma attualmente si dedica principalmente all'attività concertistica. Nel 2000 ha realizzato un tour di concerti in Repubblica Ceca con il nome di "Primavera ceca con Edita Randová". Randová è stata inviata nel 2003 dal Ministero degli Affari esteri per promuovere la musica ceca in Australia. Nell'ambito della sua attività concertistica è entrata in scena a Barcellona, Bratislava, Londra, Milano, Sydney, Città del Messico, Chicago e in molte altre città; ha cantato anche alla famosa Carnegie Hall e in festival internazionali in Spagna, Portogallo, Italia, Francia, Slovacchia, Slovenia, Ungheria, Austria, Gran Bretagna, Polonia, Germania, Finlandia, Norvegia, Australia, Stati Uniti, Brasile, Cina e Messico.
Nell’anno 2009 ha ricevuto il "Premio Europeo Gustav Mahler“ per il suo contributo alla musica, e nell’anno 2010 ha ricevuto il premio "Riconoscimento medaglia d´oro culturale internazionale 2010“.
Collabora con orchestre filarmoniche e orchestre da camera ceche e internazionali quali l'Orchestra sinfonica della Radio di Praga, l'Orchestra filarmonica da camera di Pardubice, l'Orchestra sinfonica di Praga, l'Orchestra filarmonica di Hradec Králové, l'Orchestra sinfonica di Karlovy Vary, l'Orchestra sinfonica della Boemia occidentale di Mariánské Lázně, la Camerata Polifonica Siciliana, la London City Chamber Orchestra, l'Orchestra di Stowe Opera, la Chesapeake Orchestra, la Lincolnwood Chamber Orchestra, la Filarmonia de Gaia, l'Orchestra Sinfonica della Provincia di Bari, l'Orquestra Sinfonica do Teatro Nacional Claudio Santoro, l'Orquestra Sinfonica de Bahia, la Morelos Chamber Orchestra, l'Orquesta Sinfonica dell'UAC, l'Oaxaca Symphony Orchestra, l'Orchestra Filarmonica di Stato della Romania ecc. sotto la direzione di famosi direttori d'orchestra cechi e internazionali.
Edita Randová oltre al repertorio operistico possiede anche un reperitorio concertistico, tra cui oratori, cantate, messe, cicli di canzoni e singoli brani sia di vecchi compositori che di autori contemporanei di tutto il mondo.
Tra le sue registrazioni più importanti citiamo un CD con le canzoni di Antonín Dvořák. Incide regolarmente cicli di canzoni per la Radio Ceca. Alcuni brani registrati da Edita Randová sono stati trasmessi anche dalle radio in Italia, Australia, Francia e Argentina.

## Riconoscimenti
- Premio Europeo Gustav Mahler
- La Reconnaissance Culturelle, Médaille d´OR Internationale 2010
- Premio Artistico LiberArte 2010, Riconoscimento speciale musica